# Hovhannes XI (ormiański patriarcha Konstantynopola)
Hovhannes XI (ur. ?, zm. ?) – w latach 1800–1801 i 1802–1813 58. ormiański Patriarcha Konstantynopola.